# Lokando II
Lokando II est un village du Cameroun situé dans le département de la Meme et la Région du Sud-Ouest. Il fait partie de la commune de Mbonge.

## Population
Lorsque Lokando I et Lokando II étaient comptabilisés ensemble, leur population réunie s'élevait à 187 habitants en 1953, puis à 218 en 1967, principalement des Mbonge, du groupe Oroko.
Lors du recensement national de 2005, la localité Lokando I/, seule, comptait 737 habitants.